# Samuel August Wagner
Samuel August Wagner (* 31. Juli 1734 in Saathain; † 21. Februar 1788 in Dresden) war ein kursächsischer Mediziner und Lehrer.

## Leben
Der in Saathain bei Elsterwerda geborene Wagner, studierte in Magdeburg und Wittenberg. 1755 promovierte er mit der Verteidigung von Friedrich Börners „de statu mediciuae apud ueteres teres Übraeosy 4“.
Von 1758 bis 1761 war er Stadtphysikus in Mittweida. Nachdem er auf insbesondere durch Polen führenden Reisen sein Wissen vervollkommnet hatte, zog er 1773 nach Dresden, wo er ab 1779 Stadtphysikus wurde. In dieser Funktion übergab Samuel Wagner unter anderem dem 1784 nach Dresden gezogenen befreundeten Arzt Samuel Hahnemann für ein Jahr die Leitung sämtlicher städtischer Krankenhäuser. Dem später als Begründer der Homöopathie bekannt gewordenen Hahnemann bot sich so die Möglichkeit reichlich Gelegenheit Kenntnisse und Verdienste in der ärztlichen Praxis zu sammeln.
Zwei Jahre nachdem Wagner 1786 in Dresden öffentlicher Lehrer geworden war, starb er dort 1788.